# Ron Rifkin
Ron Rifkin (New York, 31 oktober 1939) is een Amerikaans acteur. Van 2001 tot 2006 speelde hij Arvin Sloane in de Amerikaanse televisiereeks Alias. Hij is sinds 1966 getrouwd met Iva March.

## Filmografie
- Pulse (2006)
- The Sum of All Fears (2002)
- Dragonfly (2002)
- Tadpole (2002)
- The Majestic (2001)
- Keeping the Faith (2000)
- Boiler Room (2000)
- Sam the Man (2000)
- The Negociator (1998)
- L.A. Confidential (1997)
- Last Summer in the Hamptons (1995)
- Wolf (1994)

## Televisie
- Brothers & Sisters - Saul Holden
- Alias - Arvin Sloane
- Leaving L.A. - Dr. Neil Bernstein
- ER - Dr. Carl Vucelich
- New Amsterdam - Peter Fulton